# Iphiaulax madagascariensis
Iphiaulax madagascariensis är en stekelart som beskrevs av Szepligeti 1913. Iphiaulax madagascariensis ingår i släktet Iphiaulax och familjen bracksteklar. Inga underarter finns listade i Catalogue of Life.